# Єбейті
Єбейті́ (каз. Ебейті) — село складі Байганінського району Актюбінської області Казахстану. Адміністративний центр Копинського сільського округу.
Населення — 763 особи (2021; 828 у 2009, 1033 у 1999, 1420 у 1989).
В радянські часи село називалось Єбейти.